# Jorieke van der Geest
Jorieke van der Geest (4 augustus 1989) is een Nederlandse langebaanschaatsster afkomstig uit Oud Ade. Van der Geest schaatst voor het Gewest Zuid-Holland. Van der Geest is het zusje van Lisette.
Tijdens het WK Junioren in 2008 eindigde ze op de derde plaats in het eindklassement. Het jaar daarop, tijdens het WK in Zakopane, werd ze op de 1000 meter gediskwalificeerd. Samen met Roxanne van Hemert en Yvonne Nauta werd ze wereldkampioene op de ploegenachtervolging.

## Persoonlijke records
| Afstand    | Tijd    | Datum            | Baan       |
| ---------- | ------- | ---------------- | ---------- |
| 500 meter  | 40,54   | 27 december 2010 | Heerenveen |
| 1000 meter | 1.21,87 | 23 februari 2008 | Changchun  |
| 1500 meter | 2.03,92 | 17 januari 2009  | Collalbo   |
| 3000 meter | 4.21,69 | 28 december 2010 | Heerenveen |
| 5000 meter | 8.06,27 | 30 maart 2007    | Den Haag   |

## Resultaten
| Jaar | NK Afstanden | NK Allround | WK Junioren                                       |
| ---- | ------------ | ----------- | ------------------------------------------------- |
| 2008 |              |             | · (10e, 4e, 8e, 6e) · achtervolging               |
| 2009 |              |             | dq 1000 m · 7e 1500 m · 9e 3000 m · achtervolging |
| 2010 |              | NC11        |                                                   |
| 2011 | 22e 1000m    | NC14        |                                                   |

### Medaillespiegel
| Kampioenschap | Goud | Zilver | Brons |
| ------------- | ---- | ------ | ----- |
| WK Junioren   | 2    | 0      | 1     |